# Hofmann Károly
Hofmann Károly (névváltozat: Hoffmann) (Ruszkabánya, 1839. november 27. – Budapest, 1891. február 21.) bányamérnök, geológus, paleontológus, műegyetemi tanár, a Magyar Tudományos Akadémia tagja.

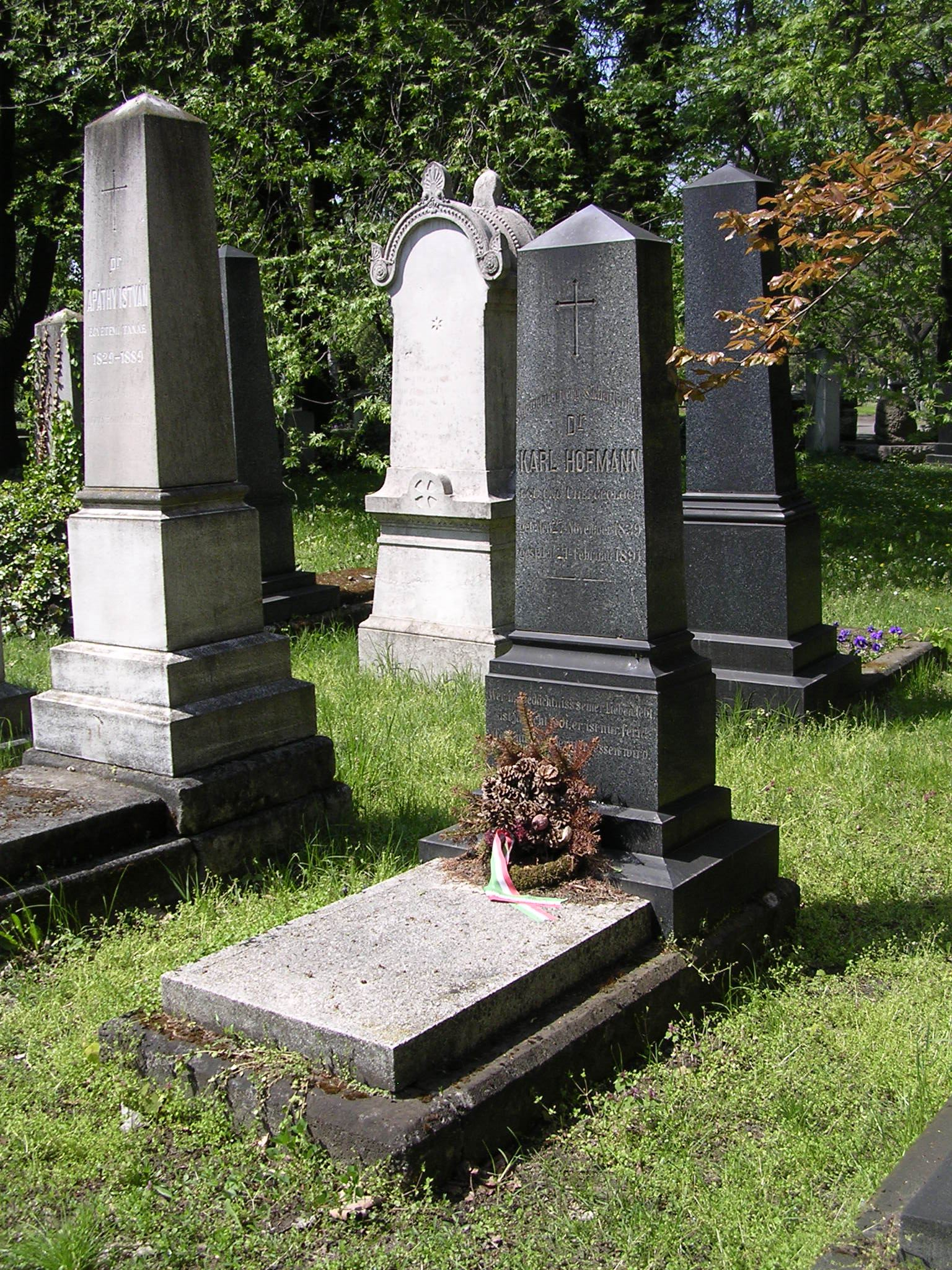
Sírja a Fiumei úti sírkertben

## Családja
A délnémet nyelvvidékről az 1720-as években betelepült Hofmannok folyamatosan, több mint 200 éven keresztül a bányászat és geológia területén működtek. Hofmann Károly a „Hofmann Testvérek és Maderspach Károly Ruszkabányai Bányatársulat” fő székhelyén, Ruszkabányán született, apja Hofmann Zakariás (1798-1883), anyja Buchwald Antónia volt. Hofmann Zakariás bányamérnök végzettségével tehetséges geológus volt.
Az apa 1873-tól Temesvárott élt és a ruszkabányai ércbánya egyik társbirtokosa volt. Legkisebbik leánya Antónia, 1873-ban Böckh János geológushoz, a Magyar Királyi Földtani Intézet igazgatójához ment feleségül. Hofmann Károly felesége Müller Mathild volt.

## Tanulmányai
Temesvárott járt kereskedelmi iskolába, majd Bécsben a landstrassei és a wiedeni főreáliskolákban tanult. 1856-tól a bécsi műegyetem hallgatója volt, majd 1857-től a karlsruhei mechanikai technikai iskolában folytatta tanulmányait. A freibergi bányászati akadémián 1858-1860 között, a heidelbergi egyetemen pedig 1860-1863-ig hallgatott bányászati és természettudományi tárgyakat. Robert Wilhelm Bunsen és Gustav Robert Kirchhoff is vezető tanárai voltak. Utóbbi doktoranduszaként ő végezte el a Nap színképével kapcsolatos konkrét méréseket. 1863-ban Heidelbergben avatták bölcsészeti doktorrá. 1863-ban a K. u. K. Geologische Reichsanstalt önkénteseként a Vág völgyét térképezte Ritter von Franz Hauer és Guido Stache társaságában, mely munka eredményeképpen ez évben az intézet levelező tagjai közé választotta.

## Pályafutása
1864-től a budapesti Császári és királyi József Politechnikum ásvány- és földtani tanszékének tanára, majd tanszékvezetője lett. 1867-1868 között Németország természettudományi múzeumait és földtani intézeteit tanulmányozta, majd a Magyarhoni Földtani Társulat megbízásából vizsgálta a zsil-völgyi szénmedencét. Ezután hosszabb ideig Berlinben tartózkodott. 1868-ban a Földmívelés-, Ipar- és Kereskedelemügyi Minisztérium Magyar királyi Földtani Osztályának munkatársa lett, s ekkor kezdte el a részletes földtani felvételek készítését a főváros Duna jobbparti részéről. 1869-ben az akkor szervezett Földtani Intézet főgeológusává nevezték ki. Itt dolgozott haláláig, s az intézet egyik térképező osztályát is vezette. A Magyar Tudományos Akadémia 1871-ben levelező taggá választotta.
A Természettudományi Közlöny ásvány- és földtani közleményeinek rovatát vezette. 1891-ben, 52 éves korában halt meg. A Kerepesi temetőben a főváros által adományozott díszsírhelyen temették el.

## Munkássága
Nagy érdemei vannak Magyarország részletes geológiai felvételezésében és a földtani térképezés területén. Tudományos szempontból elsősorban a Nyugat-magyarországi kövületes devon-rögök földtani viszonyaira, a Budai- és a Mecsek hegység földtanára, valamint a déli Bakony bazaltjaira vonatkozó vizsgálatai és megállapításai jelentősek.

## Társulati tagságai
- 1864 – Magyarhoni Földtani Társulat rendes tagja
- 1866-1891 – Magyarhoni Földtani Társulat választmányi tagja
- 1863 – Bécsi K.u.K. Geologische Reichsanstalt levelező tagja
- 1865 – Magyar Természettudományi Társulat rendes tagja
- 1869 – Siebenbürgischer Verein für Naturwissenschaften rendes tagja (Erdélyi Természettudományi Egyesület).
- 1872 – Magyar Természettudományi Társulat választmányi tagja
- 1881 – Magyar Mérnök és Építész-Egylet rendes tagja

## Díjai, kitüntetései
1870 - Corona d’Italia lovagja

## Művei
- A szigligeti bazalttuffok és a leányvári bazalt breccio palagonit tartalmáról. Az erdélyhoni zsily-völgy harmadképleti szénmedencéjének a magyar földtani társulat meghagyásából történt földtani megvizsgálása feletti jelentése. In: Magyar Földtani Társulat Munkálatai, 1868.
- Palagonit in dem basaltischen Tuff des Szigliget-Berges und von Leányvár bei Battina im Baranyer Comitat. In: Verhandlungen der k. u. k. Geologischen Reichsanstalt, 1867.
- Dolomite und Kalke des Ofner-Gebirges sat. Verhandlungen der k. u. k. Geologischen Reichsanstalt, 1870.
- Über Wechselzersetzung beim Mischen von Salzlösungen, und über Dichtigkeits- und Brechungs-Verhältnisse einiger wässrigen Salzlösungen bei verschiedener Concentration. In: Poggendorf, Annales der Physik und Chemie, Leipzig, 1868
- A zsily-völgyi szénteknő. In: Magyar Földtani Társulat Munkálatai V., Pest, 1870. 1-57 oldal. (3 tábla). (Németül: Geologische Reichsanstalt Jahrbuch, 1870.)
- A Buda-Kovácsi hegység földtani viszonyai In: M. kir. Földtani Intézet Évkönyve I. 1871. 3. 199-273. oldal (Németül: Leipzig, 1871.)
- A Lystridion splendens uj lelőhelye Erdélyben, Ásványtani közlemények a Vihorlat-Guttin trachyt-hegységének keleti részéből. In: Földtani Közlöny, 1872
- Adalék a Buda-Kovácsi hegység másodkori és régibb harmadkori képződései puhány faunájának ismeretéhez. In: M. kir. Földtani Intézet Évkönyve, Pest, 1873. (németül: Pest, 1873.)
- A Vihorlat-Guttin hegység némely quarctartalmu trachytjának plagioklas kristályairól, táblarajzzal. In: Földtani Közlöny, 1873.
- A déli Bakony bazalt-kőzetei. In: M. kir. Földtani Intézet Évkönyve I. Budapest, 1875-1878. 337-525. oldal. (Németül: 1878.)
- Jelentés az 1878 nyarán Szilágymegye keleti részében tett földtani részletes felvételekről, Megjegyzések a trachytanyagnak a hazai ó-harmadkori lerakodásokban való előfordulására nézve. In: Földtani Közlöny 1879.
- Bericht über das Braunkohlen-Vorkommen von Uglievik und Umgebung unweit Bjelina in Bosnien. Budapest, 1881.
- Buda-vidékének némely ó-harmadkori képződéséről, Jelentés az 1881. évben az éjszaknyugati erdélyi határhegységben és környékén tett földtani részletes fölvételről sat.) In: Földtani Közlöny, 1881.
- Geologisches Gutachten über den Montan-Besitz der Krapinaer Bergbau-Unternehmung. Agram, 1883.
- Jelentés az 1882 nyarán Szatmár megye délkeleti részében foganatosított földtani részletes fölvételekről. Budapest, 1883.
- Jelentés az 1883. év nyarán a Duna jobb partján Ó-Szőny és Piszke közt foganatosított földtani részletes fölvételekről Budapest, 1884.
- Földtani jegyzetek a prelukai kristályos pala-sziget és az éjszak és délfelé csatlakozó harmadkori vidékről. Budapest, 1886.
- Jelentés az 1886. év nyarán Szolnok-Doboka megye északnyugoti részében végzett földtani részletes felvételekről. Budapest, 1887.
- Mecsek hegység középső-neokom rétegeinek kagylói. In: M. kir. Földtani Intézet Évkönyve XX. 1912. 5. 189-226- oldal (Sajtó alá rendezte és kiegészítette Vadász M. Elemér.)

## Emlékezete
Festmény készült róla, melyet a Magyar Állami Földtani Intézetben őriznek.